# Jungfruburen (operett)
Jungfruburen (tyska: Das Dreimäderlhaus) är en operett med musik av Franz Schubert, arrangerad av Heinrich Berté och med libretto av Alfred Maria Willner och Heinz Reichert, baserad på romanen Schwammerl av Rudolf Hans Bartsch. Jungfruburen berättar den fiktiva historien om Franz Schuberts kärleksliv och innehöll från början endast ett stycke av Schubert (Ungeduld från Die schöne Müllerin ), men Berté tvingades av producenterna att kassera sin musik och helt basera operetten på Schuberts musik.

## Historia
Jungfruburen fick sin urpremiär i Wien den 15 januari 1916 och spelades i över 650 föreställningar i sin originaluppsättning i Österrike och hundratals i Tyskland. Fritz Schrödter spelade Schubert och Anny Rainer flickan Hannerl. Schrödter var över 60 år vid tillfället, redan 1886 hade han sjungit rollen som "Sångarprinsen" (dvs Schubert) i Franz von Suppés operett om Schubert: Franz Schubert. Operetten genererade en uppföljare med titeln Hannerl. Då operetten hade premiär under Första världskriget fyllde den ett behov hos publiken av nostalgi, sentimental handling och Schuberts familjära musik. Schubert arbetade idogt med att bli en berömd operakompositör men fann liten framgång i genren. Med Jungfruburen blev hans musik ironiskt berömd som scenverk.
Jungfruburen hade senare premiär i Paris den 7 maj 1921 i en fransk översättning av Hugues Delorme och Léon Abric kallad Chanson d'amour (Kärlekssång).  Operetten blev framgångsrik i Frankrike och snart hade en engelsk bearbetning premiär på Broadway i New York: Blossom Time, med ett nytt arrangemang av Schuberts musik utfört av Sigmund Romberg och ett omarbetat libretto av Dorothy Donnelly. Uppsättningen hade premiär på Ambassador Theatre den 29 september 1921, och framfördes 592 gånger. De nästkommande decennierna sattes den upp flera gånger på Broadway. I London fick operetten titeln Lilac Time till ett omarbetat libretto av Adrian Ross och musik arrangerad av George H. Clutsam, som använde sig av en del Bertés version.  Lilac Time hade premiär på Lyric Theatre den 22 december 1922 och framfördes 626 gånger. Både Broadway- och West End-versionerna turnerade flitigt under de komman decennierna och fick åtskilliga nypremiärer in på 1950-talet. 1923 spelades Jungfruburen på Oscarsteatern i Stockholm.
Operetten sattes upp i över 80 länder och översattes till flera språk. 1961 uppskattades verket ha framförts över 85 000 gånger över hela världen. Fortfarande förekommer det att den sätts upp.

## Handling
Franz Schubert är en fattig ung kompositör som delar våning med två vänner. Hovglasmästaren Christian Tschölls tre döttrar hälsar på. Två av döttrarna är förälskade i Schuberts vänner och den tredje, Hannerl, är deras förkläde. Tschöll dyker upp sökande efter sina döttrar och efter att ha druckit med de tre vännerna går han med deras förlovning med hans döttrar. Schubert tar sig an Hannerl som sångelev, och trots att de blir förälskade i varandra är de för blyga för att uttrycka sin kärlek.
Några månader senare står bröllop mellan de två systrarna och deras fästmän. Skådespelerskan Giuditta Grisi, älskarinna till Schuberts vän, baron Franz Schober, anländer. Hon är svartsjuk och tror att Schober är otrogen mot henne med Hannerl. Hon säger åt Hannerl att hålla sig borta från Schober. Schubert kan fortfarande inte uttrycka sin kärlek till Hannerl och ber istället Schober att sjunga den sång han skrivit till henne (Ungeduld). Hannerl missförstår Grisis varning och tror att den gäller Schubert. Hon avvisar honom och blir istället förälskad i Schober. Schubert blir ensam, men tröstas av Hannerls lycka och sin musik.